# Héctor de Miguel
Héctor de Miguel Martín (Salamanca, 6 de enero de 1977), también conocido como Quequé, es un humorista español.
Es hijo del catedrático de Literatura Española Emilio de Miguel.

## Trayectoria
Comenzó a ser conocido en 1998 tras ganar la fase local del Imaginarock, con solo tres canciones. Poco después presentó en el Café Principal su espectáculo Directamente. En la radio comienza colaborando en el programa de Cadena 100 Salamanca A media tarde y posteriormente presenta y dirige Puerto latino en Cadena Dial Salamanca.
En televisión comenzó en la cadena local de Salamanca colaborando en el programa En escena para dar el salto a la televisión nacional con el segundo Certamen de monólogos de El club de la comedia, que consiguió ganar. A partir de entonces se une a los espectáculos de teatro vinculado a los monólogos como 5hombres.com y Noches de cómicos. En la televisión nacional se une al equipo artístico de La corriente alterna (Telecinco), Splunge (TVE) y es colaborador y guionista de La noche... con Fuentes y cía (Telecinco) (2002-2005).
Posteriormente, y durante tres años (2005-2008), realizó una sección en el programa Noche Hache (Cuatro) llamada «La guerra de los medios», donde analizaba las noticias aparecidas en diversos medios de comunicación sobre la actualidad política. Otras de sus secciones habituales eran «La guerra de las medias», el análisis del juicio del 11-M o «La semana divina».
Hasta 2009 y durante tres años, escribió cada sábado un artículo de opinión en el periódico El adelanto de Salamanca, desde el que ofrecía cínicas y agudas observaciones sobre el acontecer semanal, que también se publicaban en su blog Demablogia.com. Escribió el prólogo del libro sobre Joaquín Sabina Concierto privado, escrito por Emilio de Miguel.
En su tierra natal, organiza y presenta anualmente las actuaciones del ciclo Humor a la española. Además, recorrió durante siete años los escenarios nocturnos de todo el país con su espectáculo Aún quiero ser cantautor.
Entre septiembre de 2008 y junio de 2009, presentó Estas no son las noticias, junto al equipo de Noche Hache también en Cuatro.
De 2009 a 2013, participa en el programa Abierto hasta las 2 de Radio Nacional de España con diversas secciones.
En enero de 2010, estrenó el espectáculo de humor y música Uno y trino, acompañado por el guitarrista Raúl Martín.
En julio de 2010, colaboró con la Unión Deportiva Salamanca en la creación del vídeo de captación de socios para la temporada 2010-2011 junto a Jorge D'Alessandro y Kike López en la Plaza Mayor de Salamanca. También ha compuesto e interpretado la canción «Llámame demente», dedicada al Club Baloncesto Estudiantes.
En la temporada 2010/2011, copresentó junto a Manuel Campo Vidal el programa Los anuncios de tu vida en TVE1. Al mismo tiempo, protagonizó el espectáculo Te ríes de los nervios junto a Javier Coronas, David Broncano y Dani Rovira. Todos ellos se conocieron en el programa Estas no son las noticias.
Durante 2011 y 2012, recorre España con el espectáculo ANTOLOJETA, con el que celebra sus 10 años de carrera. En 2012, participa en el cortometraje La raya que me raya, de Isabel de Ocampo. También se une  al espectáculo The Hole, donde permanecerá dos años como maestro de ceremonias.
El 15 de diciembre de 2014, estrena en Comedy Central (antigua Paramount Comedy) el programa humorístico-musical La lista tonta. En él, presenta un particular top 10 de videoclips de temas creados exclusivamente para dicho programa. En ese mismo año comienza a participar en el programa de radio La vida moderna de cadena SER junto a los cómicos David Broncano e Ignatius Farray. Posteriormente los tres representan un espectáculo llamado La Vida Moderna Live Show de gira por diversos teatros de España. En junio de 2022 se emitió el último programa de La vida moderna así como el último bolo del show.
En 2015 representa espectáculo unipersonal Habemus Quequé y forma parte de Las noches del club de la comedia. En diciembre del mismo año recibe el Premio de comedia «Arrabal» otorgado por la entidad responsable del Combate Nacional de Monólogos de Ciudad Rodrigo (Salamanca). También en 2015, participó en algunas emisiones del programa En el aire.
Durante los veranos de 2017 y 2018 presenta junto a Valeria Ros en la Cadena SER el programa llamado La lengua moderna y posteriormente realizará dos especiales en Nochebuena y en Nochevieja, hasta convertirse en programa semanal desde su cuarta temporada que comenzó en febrero de 2019.
En 2018 recibe el Premio Ribereño del Año.
Desde febrero de 2019, presenta el podcast Los teloneros, junto a Miguel Martín y Ana Medina, en el canal de YouTube de Phi Beta Lambda Podcast.
Presenta la gala de la primera edición de los Premios Odeón: La primera edición se celebró el  20 de enero de 2020 en el Teatro Real de Madrid y la gala fue retransmitida por La 1 de TVE, Radio 3 de Radio Nacional de España y TVE Internacional.
Desde octubre de 2021, dirige y presenta en la Cadena Ser el informativo satírico Hora Veintipico, que en su primera temporada ha logrado 60 000 suscriptores en YouTube.
En marzo de 2023 fue condenado por la Audiencia Provincial de Madrid al pago de 41 800 euros, más las costas, por el delito de vulneración en el derecho al honor del periodista Alfonso Rojo. En la misma condena fue obligado a publicar esta sentencia en sus redes sociales y el 30 de 2024 para intentar que tuviera menor visibilidad lo publicó a las cinco de la mañana y llenando su stream después de otras publicaciones y poniendo la cuenta en privado.
En julio de 2024 fue protagonista de unas polémicas declaraciones, en las que instaba a derribar la cruz del Valle de los Caídos (también conocido por Valle de Cuelgamuros) con dinamita, y esparcir los restos de los escombros por las puertas de las iglesias, por lo cual la Fundación Española de Abogados Cristianos le interpuso una querella, que fue admitida a trámite.La Audiencia Provincial de Madrid ordenó archivar la causa en 2025.

## Trabajos
Trabajos más destacados tanto como actor, presentador o colaborador.

### Teatro
- 2002-2005: 5 hombres.com
- 2002-2008: ¡Quiero ser cantautor! (El musical)
- 2005-Actualmente: Las noches del club de la comedia
- 2009-2014: Te ríes de los nervios
- 2010-2011: Uno y trino
- 2011-2012: Antolojeta
- 2011-Actualmente: Ilustres ignorantes
- 2012-2015: Sesión golfa
- 2013-2015: The Hole (Maestro de ceremonias)
- 2016-2022: La vida moderna, Live show

### Cortometrajes
- 2012: La raya que me raya. Dir. Isabel de Ocampo
- 2013: La gallina manda. Dir. Héctor Beltrán
- 2013: El suspens_. Dir. Vicente Modino
- 2014: Ellos. Dir. Sergio González
- 2015: Tesla! (Doblaje animación)

### Televisión
- 2001: La corriente alterna (Telecinco)
- 2001-2004: El club de la comedia (Canal+, Telecinco, TVE, A3)
- 2002-2005: La noche... con Fuentes y cía (Telecinco)
- 2005: Splunge (TVE)
- 2005-2008: Noche Hache (Cuatro)
- 2008-2009: Estas no son las noticias (Cuatro)
- 2010: Los anuncios de tu vida (TVE)
- 2011-Actualmente: El club de la comedia (La Sexta)
- 2014-2015: La lista tonta (Comedy Central)
- 2015: Sopa de gansos (Cuatro)
- 2015: Órbita Laika (La 2)
- 2016-2021: LocoMundo (#0)
- 2016-2021: Late motiv (#0)
- 2017: Se acabó lo que se daba (Telemadrid)
- 2018-2020: La resistencia (#0)
- 2020: Gala de Premios Odeón Presenta la gala de la primera edición de los Premios Odeón: La primera edición se celebró el  20 de enero de 2020 (RTVE)

### Radio
- 1998-2001: Cadena 100 y Cadena Dial (Salamanca)
- 2003-2004: Hoy por hoy (Cadena SER)
- 2005: La ventana del verano (Cadena SER)
- 2009-2013: Abierto hasta las 2 (RNE)
- 2014-2022: La vida moderna (Cadena Ser, YouTube y podcast)
- 2017-2019: La lengua moderna, junto a Valeria Ros. Hasta 2021 en Cadena Ser y posteriormente en Pódimo.
- 2021-Actualmente: Hora veintipico (Cadena Ser, YouTube y podcast)